# 지오반니 장노
지오반니 장노(Giovanny Jeannot, 1975년 9월 25일 ~ )는 모리셔스 출신의 축구 선수이다. 1995년부터 1996년까지 마니라는 등록명으로 울산 현대에서 뛰었다.